# Regulate
«Regulate» — пісня американського репера Warren G за участю джі-фанк-співака Nate Dogg, випущена 23 квітня 1994 року як перший сингл із саундтреку до фільму «Через край» і дебютного альбому Уоррена Джі Regulate... G Funk Era.
Пісня посіла 2 місце в Billboard Hot 100 і 8 місце в чарті R&B/Hip-Hop. «Regulate» посіла 98 місце в списку 100 найкращих пісень хіп-хопу VH1 і 108 місце в списку «200 найкращих треків 90-х» Pitchfork Media.
«Regulate» містить семпл пісні Майкла Макдональда «I Keep Forgettin' (Every Time You're Near)». Він також містить семпли «Sign of the Times» Боба Джеймса та «Let Me Ride» Dr. Dre.
Музичне відео показує сцени з фільму «Через край», а також включає камео Тупака Шакура.

## Концепт
Warren G їде вночі по Істсайду, Лонг-Біч, штат Каліфорнія, у пошуках жінок. Він знаходить групу чоловіків, які грають у кості, і намагається приєднатися до них, але замість цього вони дістають зброю та грабують його. Думаючи, що він ось-ось помре, Уоррен Джі співає: «Якби у мене були крила, я б літав»; один критик описує цей момент як «гачок» пісні. Тим часом Нейт Дог шукає Уоррена. Він проїжджає повз автомобіль, повний жінок, які настільки зациклені на ньому, що розбивають свою машину. Він знаходить Уоррена і стріляє в грабіжників, розганяючи їх. Потім двоє друзів повертаються до жінок і їдуть з ними з наміром відвезти їх до «Істсайд мотелю». У третьому куплеті Уоррен і Нейт називають свій музичний стиль G-funk. Пісня «конструює себе як початок нової ери».

## Список композицій
«Regulate» був випущений як максі-сингл Interscope, каталожний номер 6544-95917-0 (12-дюймовий вініл) і 6544-95917-2 (CD), разом із трьома іншими треками.
1. «Regulate» — Warren G (feat. Nate Dogg)
2. «Pain» — 2Pac (feat. Stretch)
3. «Mi Monie Rite» — Lord G
4. «Loyal to the Game» — 2Pac (feat. Treach, Riddler)

## Чарти
| Чарт (1994)                                | Пікова позиція |
| ------------------------------------------ | -------------- |
| Австралія (ARIA)                           | 16             |
| Австрія (Ö3 Austria Top 75)                | 19             |
| Бельгія (Ultratop Flanders)                | 10             |
| Данія (IFPI)                               | 10             |
| Європа (Eurochart Hot 100)                 | 7              |
| Європа (European AC Radio)                 | 13             |
| Європа (European Dance Radio)              | 9              |
| Фінляндія (Suomen virallinen lista)        | 13             |
| Франція (SNEP)                             | 7              |
| Німеччина (Media Control AG)               | 7              |
| Ісландія (Íslenski Listinn Topp 40)        | 6              |
| Ірландія (IRMA)                            | 5              |
| Нідерланди (Dutch Top 40)                  | 7              |
| Нідерланди (Mega Single Top 100)           | 5              |
| Нова Зеландія (RIANZ)                      | 5              |
| Норвегія (VG-lista)                        | 4              |
| Шотландія (Official Charts Company)        | 10             |
| Швеція (Sverigetopplistan)                 | 4              |
| Швейцарія (Media Control AG)               | 5              |
| Велика Британія (UK Singles Chart)         | 5              |
| Велика Британія (UK Dance Chart)           | 2              |
| Велика Британія (UK R&B Chart)             | 11             |
| Велика Британія UK Dance (Music Week)      | 2              |
| Велика Британія UK Club Chart (Music Week) | 48             |
| США (Billboard Hot 100)                    | 2              |
| США (Hot R&B/Hip-Hop Songs) (Billboard)    | 7              |
| США (Rap Songs) (Billboard)                | 1              |
| США (Mainstream Top 40) (Billboard)        | 32             |
| США (Rhythmic) (Billboard)                 | 3              |

| Чарт (1994)                         | Позиція |
| ----------------------------------- | ------- |
| Бельгія (ARIA)                      | 47      |
| Бельгія (Ultratop)                  | 91      |
| Європа (Eurochart Hot 100)          | 38      |
| Німеччина (Official German Charts)  | 37      |
| Ісландія (Íslenski Listinn Topp 40) | 44      |
| Нідерланди (Dutch Top 40)           | 71      |
| Нідерланди (Single Top 100)         | 69      |
| Нова Зеландія (Recorded Music NZ)   | 16      |
| Швеція (Sverigetopplistan)          | 26      |
| Швейцарія (Schweizer Hitparade)     | 31      |
| Велика Британія UK Singles (OCC)    | 35      |
| США Billboard Hot 100               | 22      |